# Джереми Бентъм
Джереми Бентъм (на английски: Jeremy Bentham) е английски философ, социолог, юрист, един от крупните теоретици на политическия либерализъм, родоначалник на утилитаризма. Известен е с това, че в завещанието си пожелава да го мумифицират след смъртта му. Главата на мумията на Бентъм е восъчно копие, но под дрехите е съхранен скелетът му.
Роден е в богато семейство на адвокат. Учи в Оксфорд. Някои от неговите идеи включват: обявяване за индивидуална икономическа свобода, отделянето на църквата от държавата, свобода на изразяването, края на робството, еднакви права за жените, премахване на всякакви физически наказания, в това число на смъртното наказание, правото на развод и разрешаване на хомосексуалните актове.
Паноптикон е вид затвор, сграда проектирана от английския философ и социален теоретик Джеръми Бентам, през 1785 г. Концепцията на проекта е да позволи само един наблюдател/надзирател/ да наблюдава всички затворници без да разбират, че са наблюдавани, което самият Бентам нарича „чувство за невидима вездесъщност“. Самият той описва „Паноптикон“ като „нов начин да се добие власт на съзнанието над съзнание в степен, безпримерна до този момент.“ 

## Публикации
- 1776: A Fragment on Government
- 1789: An Introduction to the Principles of Morals and Legislation
- 1785: Essay on Pæderasty
- 1786: Panopticon or the Inspection-House